# Licencia BSD
La licencia BSD es la licencia de software otorgada principalmente para los sistemas BSD (Berkeley Software Distribution), un tipo del sistema operativo Unix-like. Es una licencia de software libre permisiva como la licencia de OpenSSL o la MIT License. Esto está en contraste con las licencias copyleft, que tienen de reciprocidad requisitos de compartir-igual. Esta licencia tiene menos restricciones en comparación con otras como la GPL estando muy cercana al dominio público. La licencia BSD al contrario que la GPL permite el uso del código fuente en software no libre. La versión original ya se ha revisado y sus variantes son denominadas licencias BSD modificadas.
Es muy similar en efectos a la licencia MIT.

## Condiciones
Además de la licencia original (4 cláusulas) que se utiliza para la BSD, varias licencias derivadas han surgido que también se conocen comúnmente como una "licencia BSD". Hoy en día, la típica licencia BSD es la versión de 3 cláusulas, que se revisa a partir de la versión original de 4 cláusulas.
Todas las licencias BSD se aprecian de la siguiente manera: <organización> es la organización del <propietario de los derechos> o simplemente el <propietario de los derechos> y el <año> que es el año (en el que empieza a regir el "copyright") de los derechos de autor. Como se publicó en BSD, <propietario de los derechos> es "Regentes de la Universidad de California", y <organización> es la "Universidad de California, Berkeley".

## Licencias BSD
Existe una pre-licencia BSD anterior a la licencia BSD original de 4 cláusulas. La primera versión oficial de licencia BSD (de 4 cláusulas) fue revisada poco tiempo después de ser creada, existiendo dos variantes de ella: la nueva licencia BSD (o licencia BSD modificada) y la licencia BSD simplificada (o licencia FreeBSD).

### Pre-licencia BSD
Algunas versiones de la licencia BSD anteriores a la aprobación de la licencia BSD de 4 cláusulas, utilizan una licencia que es claramente ancestral a la licencia BSD de 4 cláusulas. Estas versiones incluyen 4.3BSD-Tahoe (1988) y Net/1 (1989). Aunque en gran parte se reemplazado por la licencia de 4 cláusulas, esta licencia se puede encontrar en 4.3BSD-Reno, Net/2, y BSD 4.4-alfa.

Copyright (c) <year> <copyright holder>.
All rights reserved.
Redistribution and use in source and binary forms are permitted provided that the above copyright notice and this paragraph are duplicated in all such forms and that any documentation, advertising materials, and other materials related to such distribution and use acknowledge that the software was developed by <organization>. The name of the <organization> may not be used to endorse or promote products derived from this software without specific prior written permission.

THIS SOFTWARE IS PROVIDED “AS IS” AND WITHOUT ANY EXPRESS OR IMPLIED WARRANTIES, INCLUDING, WITHOUT LIMITATION, THE IMPLIED WARRANTIES OF MERCHANTABILITY AND FITNESS FOR A PARTICULAR PURPOSE.

Traducción no oficial al español:

Copyright (C) <año> <propietario de los derechos>.
Todos los derechos reservados.
La redistribución y uso en formas de código fuente y binario están permitidas siempre que el aviso de copyright anterior y este párrafo sean duplicados en todas esas formas y que cualquier documentación, materiales publicitarios, y otros materiales relacionados con dicha distribución y uso reconozcan que el software fue desarrollado por la <organización>. El nombre de la <organización> No se puede utilizar para respaldar o promocionar productos derivados de este software sin el permiso específico previo por escrito.

ESTE SOFTWARE SE ENTREGA “COMO ESTÁ” Y SIN NINGUNA GARANTÍA EXPRESA O IMPLÍCITA, INCLUYENDO, SIN LIMITACIÓN, LAS GARANTÍAS IMPLÍCITAS DE COMERCIALIZACIÓN Y APTITUD PARA UN PROPÓSITO PARTICULAR.

### Licencia BSD original (de 4 cláusulas)
La licencia original (que posee una cláusula que posteriormente fue eliminada) tiene la siguiente forma:

Copyright (c) <year>, <copyright holder>
All rights reserved.
Redistribution and use in source and binary forms, with or without modification, are permitted provided that the following conditions are met:
1. Redistributions of source code must retain the above copyright notice, this list of conditions and the following disclaimer.
2. Redistributions in binary form must reproduce the above copyright notice, this list of conditions and the following disclaimer in the documentation and/or other materials provided with the distribution.
3. All advertising materials mentioning features or use of this software must display the following acknowledgement: This product includes software developed by the University of California, Berkeley and its contributors.
4. Neither the name of the University nor the names of its contributors may be used to endorse or promote products derived from this software without specific prior written permission.

THIS SOFTWARE IS PROVIDED BY <COPYRIGHT HOLDER> “AS IS” AND ANY EXPRESS OR IMPLIED WARRANTIES, INCLUDING, BUT NOT LIMITED TO, THE IMPLIED WARRANTIES OF MERCHANTABILITY AND FITNESS FOR A PARTICULAR PURPOSE ARE DISCLAIMED. IN NO EVENT SHALL <COPYRIGHT HOLDER> BE LIABLE FOR ANY DIRECT, INDIRECT, INCIDENTAL, SPECIAL, EXEMPLARY, OR CONSEQUENTIAL DAMAGES (INCLUDING, BUT NOT LIMITED TO, PROCUREMENT OF SUBSTITUTE GOODS OR SERVICES; LOSS OF USE, DATA, OR PROFITS; OR BUSINESS INTERRUPTION) HOWEVER CAUSED AND ON ANY THEORY OF LIABILITY, WHETHER IN CONTRACT, STRICT LIABILITY, OR TORT (INCLUDING NEGLIGENCE OR OTHERWISE) ARISING IN ANY WAY OUT OF THE USE OF THIS SOFTWARE, EVEN IF ADVISED OF THE POSSIBILITY OF SUCH DAMAGE.

Traducción no oficial al español:

Copyright (c) <año>, <titular del copyright>
Todos los derechos reservados.
La redistribución y el uso en las formas de código fuente y binario, con o sin modificaciones, están permitidos siempre que se cumplan las siguientes condiciones:
1. Las redistribuciones del código fuente deben conservar el aviso de copyright anterior, esta lista de condiciones y el siguiente descargo de responsabilidad.
2. Las redistribuciones en formato binario deben reproducir el aviso de copyright anterior, esta lista de condiciones y el siguiente descargo de responsabilidad en la documentación y/u otros materiales suministrados con la distribución.
3. Todo el material publicitario que mencione las funciones o utilice este software debe mostrar el siguiente reconocimiento: Este producto incluye software desarrollado por la Universidad de California, Berkeley y sus colaboradores.
4. Ni el nombre de la Universidad ni los nombres de sus colaboradores pueden usarse para apoyar o promocionar productos derivados de este software sin permiso previo y por escrito.

ESTE SOFTWARE SE SUMINISTRA POR <TITULAR DEL COPYRIGHT> “COMO ESTÁ” Y CUALQUIER GARANTÍAS EXPRESA O IMPLÍCITA, INCLUYENDO, PERO NO LIMITADO A, LAS GARANTÍAS IMPLÍCITAS DE COMERCIALIZACIÓN Y APTITUD PARA UN PROPÓSITO PARTICULAR SON RECHAZADAS. EN NINGÚN CASO <TITULAR DEL COPYRIGHT> SERÁ RESPONSABLE POR NINGÚN DAÑO DIRECTO, INDIRECTO, INCIDENTAL, ESPECIAL, EJEMPLAR O COSECUENCIAL (INCLUYENDO, PERO NO LIMITADO A, LA ADQUISICIÓN O SUSTITUCIÓN DE BIENES O SERVICIOS; LA PÉRDIDA DE USO, DE DATOS O DE BENEFICIOS; O INTERRUPCIÓN DE LA ACTIVIDAD EMPRESARIAL) O POR CUALQUIER TEORÍA DE RESPONSABILIDAD, YA SEA POR CONTRATO, RESPONSABILIDAD ESTRICTA O AGRAVIO (INCLUYENDO NEGLIGENCIA O CUALQUIER OTRA CAUSA) QUE SURJA DE CUALQUIER MANERA DEL USO DE ESTE SOFTWARE, INCLUSO SI SE HA ADVERTIDO DE LA POSIBILIDAD DE TALES DAÑOS.

El principal problema de esta licencia es la llamada cláusula de publicidad (la tercera cláusula del texto anterior) que hace a la BSD original incompatible con la GPL (aunque la FSF la considera como software libre) y que esta licencia no sea aprobada por la OSI. El problema de esta cláusula radica en que cada contribuidor reemplazaba en los créditos a la "Universidad de California, Berkeley" por su propio nombre o institución, lo que trajo como consecuencia la existencia de una lista cada vez más larga de diferentes instituciones que se estaba obligando a mostrar cuando se distribuían varios programas juntos.
En 1999 esta cláusula fue revocada con efecto retroactivo de las distribuciones BSD de la Universidad de California, Berkeley. Por lo que en la actualidad a la licencia original se le llama la "antigua BSD" o la "BSD de 4 cláusulas"

### Licencia BSD modificada (de 3 cláusulas)
El 22 de julio de 1990 William Hoskins elimina la cláusula de publicidad del texto de la BSD.
A la licencia resultante se le conoce como la "nueva licencia BSD" (como la denomina la OSI) aunque también se le conoce como la "BSD revisada", "BSD modificada", "BSD-3" o "BSD de 3 cláusulas" y su texto es de la siguiente forma:

Copyright (c) <year>, <copyright holder>
All rights reserved.
Redistribution and use in source and binary forms, with or without modification, are permitted provided that the following conditions are met:
1. Redistributions of source code must retain the above copyright notice, this list of conditions and the following disclaimer.
2. Redistributions in binary form must reproduce the above copyright notice, this list of conditions and the following disclaimer in the documentation and/or other materials provided with the distribution.
3. Neither the name of copyright holders nor the names of its contributors may be used to endorse or promote products derived from this software without specific prior written permission.

THIS SOFTWARE IS PROVIDED BY THE COPYRIGHT HOLDERS AND CONTRIBUTORS “AS IS” AND ANY EXPRESS OR IMPLIED WARRANTIES, INCLUDING, BUT NOT LIMITED TO, THE IMPLIED WARRANTIES OF MERCHANTABILITY AND FITNESS FOR A PARTICULAR PURPOSE ARE DISCLAIMED. IN NO EVENT SHALL COPYRIGHT HOLDERS OR CONTRIBUTORS BE LIABLE FOR ANY DIRECT, INDIRECT, INCIDENTAL, SPECIAL, EXEMPLARY, OR CONSEQUENTIAL DAMAGES (INCLUDING, BUT NOT LIMITED TO, PROCUREMENT OF SUBSTITUTE GOODS OR SERVICES; LOSS OF USE, DATA, OR PROFITS; OR BUSINESS INTERRUPTION) HOWEVER CAUSED AND ON ANY THEORY OF LIABILITY, WHETHER IN CONTRACT, STRICT LIABILITY, OR TORT (INCLUDING NEGLIGENCE OR OTHERWISE) ARISING IN ANY WAY OUT OF THE USE OF THIS SOFTWARE, EVEN IF ADVISED OF THE POSSIBILITY OF SUCH DAMAGE.

Traducción no oficial al español:

Copyright (c) <año>, <titular del copyright>
Todos los derechos reservados.
La redistribución y el uso en las formas de código fuente y binario, con o sin modificaciones, están permitidos siempre que se cumplan las siguientes condiciones:
1. Las redistribuciones del código fuente deben conservar el aviso de copyright anterior, esta lista de condiciones y el siguiente descargo de responsabilidad.
2. Las redistribuciones en formato binario deben reproducir el aviso de copyright anterior, esta lista de condiciones y el siguiente descargo de responsabilidad en la documentación y/u otros materiales suministrados con la distribución.
3. Ni el nombre de los titulares de derechos de autor ni los nombres de sus colaboradores pueden usarse para apoyar o promocionar productos derivados de este software sin permiso específico previo y por escrito.

ESTE SOFTWARE SE SUMINISTRA POR LOS PROPIETARIOS DEL COPYRIGHT Y COLABORADORES “COMO ESTÁ” Y CUALQUIER GARANTÍAS EXPRESA O IMPLÍCITA, INCLUYENDO, PERO NO LIMITADO A, LAS GARANTÍAS IMPLÍCITAS DE COMERCIALIZACIÓN Y APTITUD PARA UN PROPÓSITO PARTICULAR SON RECHAZADAS. EN NINGÚN CASO LOS PROPIETARIOS DEL COPYRIGHT Y COLABORADORES SERÁN RESPONSABLES POR NINGÚN DAÑO DIRECTO, INDIRECTO, INCIDENTAL, ESPECIAL, EJEMPLAR O COSECUENCIAL (INCLUYENDO, PERO NO LIMITADO A, LA ADQUISICIÓN O SUSTITUCIÓN DE BIENES O SERVICIOS; LA PÉRDIDA DE USO, DE DATOS O DE BENEFICIOS; O INTERRUPCIÓN DE LA ACTIVIDAD EMPRESARIAL) O POR CUALQUIER TEORÍA DE RESPONSABILIDAD, YA SEA POR CONTRATO, RESPONSABILIDAD ESTRICTA O AGRAVIO (INCLUYENDO NEGLIGENCIA O CUALQUIER OTRA CAUSA) QUE SURJA DE CUALQUIER MANERA DEL USO DE ESTE SOFTWARE, INCLUSO SI SE HA ADVERTIDO DE LA POSIBILIDAD DE TALES DAÑOS.

Esta licencia resulta muy similar en efectos a la licencia MIT, salvo por la cláusula 3 que impide que un receptor del software (o un trabajo derivado) pueda tener el derecho a usar el nombre del autor sin el permiso de este.

### Licencia BSD simplificada o licencia FreeBSD (de 2 cláusulas)
Existe una versión simplificada y que es utilizada por el proyecto FreeBSD, donde se elimina la última cláusula. El texto de esta licencia es el siguiente:

Copyright <year> <copyright holder>
Redistribution and use in source and binary forms, with or without modification, are permitted provided that the following conditions are met:
1. Redistributions of source code must retain the above copyright notice, this list of conditions and the following disclaimer.
2. Redistributions in binary form must reproduce the above copyright notice, this list of conditions and the following disclaimer in the documentation and/or other materials provided with the distribution.

THIS SOFTWARE IS PROVIDED BY <COPYRIGHT HOLDER> “AS IS” AND ANY EXPRESS OR IMPLIED WARRANTIES, INCLUDING, BUT NOT LIMITED TO, THE IMPLIED WARRANTIES OF MERCHANTABILITY AND FITNESS FOR A PARTICULAR PURPOSE ARE DISCLAIMED. IN NO EVENT SHALL <COPYRIGHT HOLDER> OR CONTRIBUTORS BE LIABLE FOR ANY DIRECT, INDIRECT, INCIDENTAL, SPECIAL, EXEMPLARY, OR CONSEQUENTIAL DAMAGES (INCLUDING, BUT NOT LIMITED TO, PROCUREMENT OF SUBSTITUTE GOODS OR SERVICES; LOSS OF USE, DATA, OR PROFITS; OR BUSINESS INTERRUPTION) HOWEVER CAUSED AND ON ANY THEORY OF LIABILITY, WHETHER IN CONTRACT, STRICT LIABILITY, OR TORT (INCLUDING NEGLIGENCE OR OTHERWISE) ARISING IN ANY WAY OUT OF THE USE OF THIS SOFTWARE, EVEN IF ADVISED OF THE POSSIBILITY OF SUCH DAMAGE.

Traducción no oficial al español:

Copyright (c) <año>, <titular del copyright>
La redistribución y el uso en las formas de código fuente y binario, con o sin modificaciones, están permitidos siempre que se cumplan las siguientes condiciones:
1. Las redistribuciones del código fuente deben conservar el aviso de copyright anterior, esta lista de condiciones y el siguiente descargo de responsabilidad.
2. Las redistribuciones en formato binario deben reproducir el aviso de copyright anterior, esta lista de condiciones y el siguiente descargo de responsabilidad en la documentación y/u otros materiales suministrados con la distribución.

ESTE SOFTWARE SE SUMINISTRA POR <TITULAR DEL COPYRIGHT> “COMO ESTÁ” Y CUALQUIER GARANTÍAS EXPRESA O IMPLÍCITA, INCLUYENDO, PERO NO LIMITADO A, LAS GARANTÍAS IMPLÍCITAS DE COMERCIALIZACIÓN Y APTITUD PARA UN PROPÓSITO PARTICULAR SON RECHAZADAS. EN NINGÚN CASO <TITULAR DEL COPYRIGHT> O COLABORADORES SERÁN RESPONSABLES POR NINGÚN DAÑO DIRECTO, INDIRECTO, INCIDENTAL, ESPECIAL, EJEMPLAR O COSECUENCIAL (INCLUYENDO, PERO NO LIMITADO A, LA ADQUISICIÓN O SUSTITUCIÓN DE BIENES O SERVICIOS; LA PÉRDIDA DE USO, DE DATOS O DE BENEFICIOS; O INTERRUPCIÓN DE LA ACTIVIDAD EMPRESARIAL) O POR CUALQUIER TEORÍA DE RESPONSABILIDAD, YA SEA POR CONTRATO, RESPONSABILIDAD ESTRICTA O AGRAVIO (INCLUYENDO NEGLIGENCIA O CUALQUIER OTRA CAUSA) QUE SURJA DE CUALQUIER MANERA DEL USO DE ESTE SOFTWARE, INCLUSO SI SE HA ADVERTIDO DE LA POSIBILIDAD DE TALES DAÑOS.

El proyecto NetBSD utiliza una licencia de 2 cláusulas similar desde el 20 de junio de 2008.

## Software privativo
El autor, bajo esta licencia, mantiene la protección de los derechos de autor únicamente para la renuncia de garantía y para requerir la adecuada atribución de la autoría en trabajos derivados, pero permite la libre redistribución y modificación, sin establecer que se deban mantener las mismas libertades. Por este motivo se ha utilizado software libre bajo licencia BSD en software privativo, como es el caso de macOS.